# Joyful Road
Joyful Road (ou Munch Mobile en Amérique du Nord) est un jeu vidéo de course développé et commercialisé par SNK en 1983 sur borne d'arcade.